# San-Ai Obbli
San-Ai Obbli — японская нефтегазовая компания. Осуществляет оптовую и розничную торговлю нефтепродуктами и газом. Штаб-квартира расположена в Токио. В списке крупнейших компаний мира Forbes Global 2000 в 2013 году занимала 1996-е место.

## История
Компания была основана в 1952 году, в 1955 году стала основным поставщиком авиационного топлива для аэропорта Ханэда (международного аэропорта Токио).

## Деятельность
Основные подразделения:
- Нефтепродукты — розничная продажа нефтепродуетов через сеть из 1000 АЗС во всех регионах Японии; производство различной химической продукции (консерванты, фунгициды, смазочные материалы, автокосметика).
- Газ — оптовая и розничная продажа сжиженного газа, городское газоснабжение;
- Авиация — поставки авиационного топлива в аэропорты Японии.